# Raymond Keene
Raymond Dennis Keene, OBE (* 29. Januar 1948 in London), ist ein englischer Schachmeister, Schachbuchautor und Schachjournalist.

## Erfolge
Raymond Keene wurde 1967 Zweiter der Juniorenweltmeisterschaften (Weltmeister wurde Julio Kaplan, Dritter Jan Timman) und gewann im Jahr 1971 die britische Einzelmeisterschaft. 1975 wurde er Dritter hinter Walter Browne und Luděk Pachman bei der Internationalen Deutschen Meisterschaft in Mannheim.
1976 wurde Keene der zweite gebürtige britische Großmeister, im selben Jahr und nur kurz nach Tony Miles. Im Jahr 1978 war er als Sekundant für Viktor Kortschnoi im Weltmeisterschaftskampf gegen Anatoli Karpow in Baguio tätig. Er vertrat England von 1966 bis 1980 bei insgesamt acht Schacholympiaden, wobei er von 93 Partien nur neun verlor. Größter Erfolg war der dritte Platz bei der Schacholympiade 1976, außerdem gewann er bei den Olympiaden 1968 (am vierten Brett) und 1976 (am zweiten Brett) jeweils eine individuelle Bronzemedaille. Keene nahm außerdem mit England an den Mannschaftseuropameisterschaften 1973, 1977, 1980 und 1983 teil. Er erreichte 1980 mit der Mannschaft den dritten Platz und gewann die Einzelwertung am fünften Brett. Beim European Club Cup erreichte er 1984 mit Volmac Rotterdam das Halbfinale. Zu seinen wichtigsten Erfolgen im Turnierschach zählen – neben dem Gewinn der britischen Meisterschaft – sein Sieg bei den Dortmunder Schachtagen 1980 sowie der geteilte erste Platz am traditionellen „Lloyds Bank Open“ 1981 in London, zusammen mit Yasser Seirawan und Tony Miles. Keene ist international seit 1985 nicht mehr schachlich aktiv, seine Elo-Zahl beträgt seitdem 2455.

## Weitere Aktivitäten
Keene zeichnet verantwortlich für das Kandidaten-Halbfinale zwischen Garri Kasparow und Kortschnoi, das 1983 in London ausgetragen wurde. Außerdem gehörte er zu den Organisatoren der Weltmeisterschaft zwischen Kasparow und Karpow, deren erste Hälfte 1986 ebenfalls in London stattfand. Mit der Firma und damaligen Internetplattform „Brain Games“ veranstaltete Keene, außerhalb der offiziellen WM-Zyklen des Weltschachverbandes FIDE, 2000 den WM-Kampf zwischen Kramnik und Kasparow. Im Jahr 2002 organisierten Keene und „Brain Games“ den Wettkampf Kramniks gegen das Schachprogramm Deep Fritz in Bahrain.
Keene beteiligte sich mit dem Mentaltrainer Tony Buzan an der Gründung der Denk-Sport-Olympiade und richtete mit jenem zusammen mehrere Gedächtnisweltmeisterschaften aus.
Keene ist auch als Buchautor und Journalist tätig, nach eigenen Angaben hat er über 120 Schachbücher geschrieben. Als sein bestes Werk gilt eine Biographie über sein schachliches Vorbild: Aaron Nimzowitsch. A Reappraisal (1. Auflage 1974, erweiterte Neuauflage 1999, ISBN 0-7134-8438-1). Keenes Erfindung Dd8–e8 im Klassischen System der Nimzowitsch-Indischen Verteidigung nach 5. a2–a3 Lb4xc3+ 6. Dc2xc3 spiegelt seine Sichtung von Nimzowitschs Wirken wider.
Dagegen wurden andere Bücher Keenes wegen inhaltlicher Schwächen kritisiert, unter anderem das zusammen mit Michael Gelb verfasste Buch Samurai Chess. Mastering the Martial Art of the Mind. 1993 wurde Keene vorgeworfen, in seinem Buch The Complete Book of Gambits ein Plagiat begangen zu haben. In der englischen Tageszeitung The Times betreute Keene eine eigene Schachkolumne. Auch bei dieser Kolumne wurde ihm immer wieder vorgeworfen, bei anderen Autoren abzukupfern.

## Auszeichnungen
Für seine Verdienste um das Schach wurde er 1985 als Officer in den Order of the British Empire aufgenommen.

## Werke (Auswahl)
Mit Richard N. Coles:
- Howard Staunton, the English world chess champion. St. Leonards on Sea: British Chess Magazine, 1975, ISBN 0900846194.

Mit David S. Goodman:
- Maneuvers in Moscow: Karpov-Kasparov II. Collier Books, 1986, ISBN 0-02-028720-8.
- The Centenary Match Kasparov-Karpov III. Batsford, London 1986 ISBN 0-02-028700-3.
- Showdown in Seville Kasparov-Karpov IV. Collier Books, 1988, ISBN 1-84382-121-4.
- Man Versus Machine: Kasparov Versus Deep Blue. H3 Inc, 1997, ISBN 1-888281-06-5.